# Јасуо Сузуки
Јасуо Сузуки (јап. 鈴木 保男; 30. април 1913 — ?) био је јапански фудбалер.

## Каријера
Током каријере је играо за Васеда ВМВ.

## Репрезентација
За репрезентацију Јапана дебитовао је 1934. године. Учествовао је и на олимпијским играма 1936. За тај тим је одиграо 2 утакмице.

## Статистика
| Јапан  | Јапан   | Јапан  |
| Година | Наступи | Голови |
| ------ | ------- | ------ |
| 1934.  | 1       | 0      |
| 1935.  | 0       | 0      |
| 1936.  | 1       | 0      |
| Укупно | 2       | 0      |